# Excalibur Hotel & Casino
Az Excalibur Hotel & Casino egy kaszinószálloda a Las Vegas Stripen, Paradise-ban, Nevada államban, az Egyesült Államokban. Tulajdonosa a Vici Properties, üzemeltetője pedig az MGM Resorts International. A létesítmény középkori kastély stílusban épült, nevét pedig Artúr király legendás Excalibur kardjáról kapta. Az ingatlanhoz egy 8583 négyzetméteres kaszinó, egy 28 emeletes, 3981 szobás szálloda, valamint több étterem tartozik.
Az üdülőhelyet 290 millió dollárból, a Circus Circus Enterprises fejlesztette. Az ötletgazda a vállalat alapítója, William Bennett volt, a tervezési munkákat Veldon Simpson vezette. Bennett és csapata inspirációként több európai kastélyt is felkeresett. Az építkezés 1988 októberében vette kezdetét, a szálloda pedig 1990. június 19-én nyílt meg. A megnyitása után a világ legnagyobb szállodájának számított, mígnem 1993-ban megépült a közeli MGM Grand.
Az Excalibur számos műsornak adott otthont. Ezek közül a Thunder from Down Under 2002-ben debütált, és Las Vegas legrégebben futó férfi revűműsora. A Tournament of Kings, amely egy középkori jellegű színházi előadás kardpárbajokkal és lovagi tornákkal, a Strip leghosszabb ideje működő vacsoraszínháza.

## Története
Az Excalibur mintegy 20 hektáros területen helyezkedik el a Las Vegas Strip délnyugati részén, a Tropicana és a Las Vegas Boulevard kereszteződésénél. Ezen a helyszínen eredetileg a Xanadu nevű, 1730 szobás üdülőhelyet tervezték 1975-ben, de a projekt végül félbeszakadt, mivel a fejlesztők nem tudtak megállapodni a megyei önkormányzattal a szükséges csatornarendszer kiépítéséről.
A Circus Circus Enterprises 1988 májusában vásárolta meg az üres telket, és egy hónapon belül bejelentette, hogy egy kastély tematikájú üdülőhelyet szeretnének építeni oda. A névválasztás érdekében nemzetközi pályázatot hirdettek, amelyre több mint 180 000 nevezés érkezett; ezek közül több mint 33 000 különböző névvariáció volt. A nyertes az „Excalibur” név lett, amely Artúr király legendás kardjára utal.
Az építkezés 1988. október 7-én kezdődött, a kivitelező a Marnell Corrao Associates volt. A 290 millió dolláros üdülőhely 1990. június 19-én nyílt meg, és már az első napon 30 000 látogatót fogadott. Az Excalibur a Stripen megjelenő, főként szórakoztatásra épülő, nagyszabású üdülőhelyek új hullámát képviselte, amelyet az 1989-es Mirage indított el.
2003. március 21-én Josh Ford, Los Angelesből, az Excalibur kaszinóban elvitte a valaha volt legnagyobb Megabucks Jackpotot, 39,7 millió dollárt.
A Circus Circus Enterprises 1999-ben átalakult a Mandalay Resort Group név alatt, majd 2005-ben az MGM Mirage megvásárolta a céget, így az Excalibur is hozzájuk került. A társaság nevét 2010-ben MGM Resorts International-re módosították. 2016-ban az Excalibur és több más MGM-hez tartozó ingatlan átkerült az MGM Growth Properties tulajdonába, majd 2022-ben a Vici Properties vásárolta meg ezt a céget az ingatlanokkal együtt. Az üzemeltetést továbbra is az MGM Resorts látja el, bérleti konstrukcióban.

## Tervezés

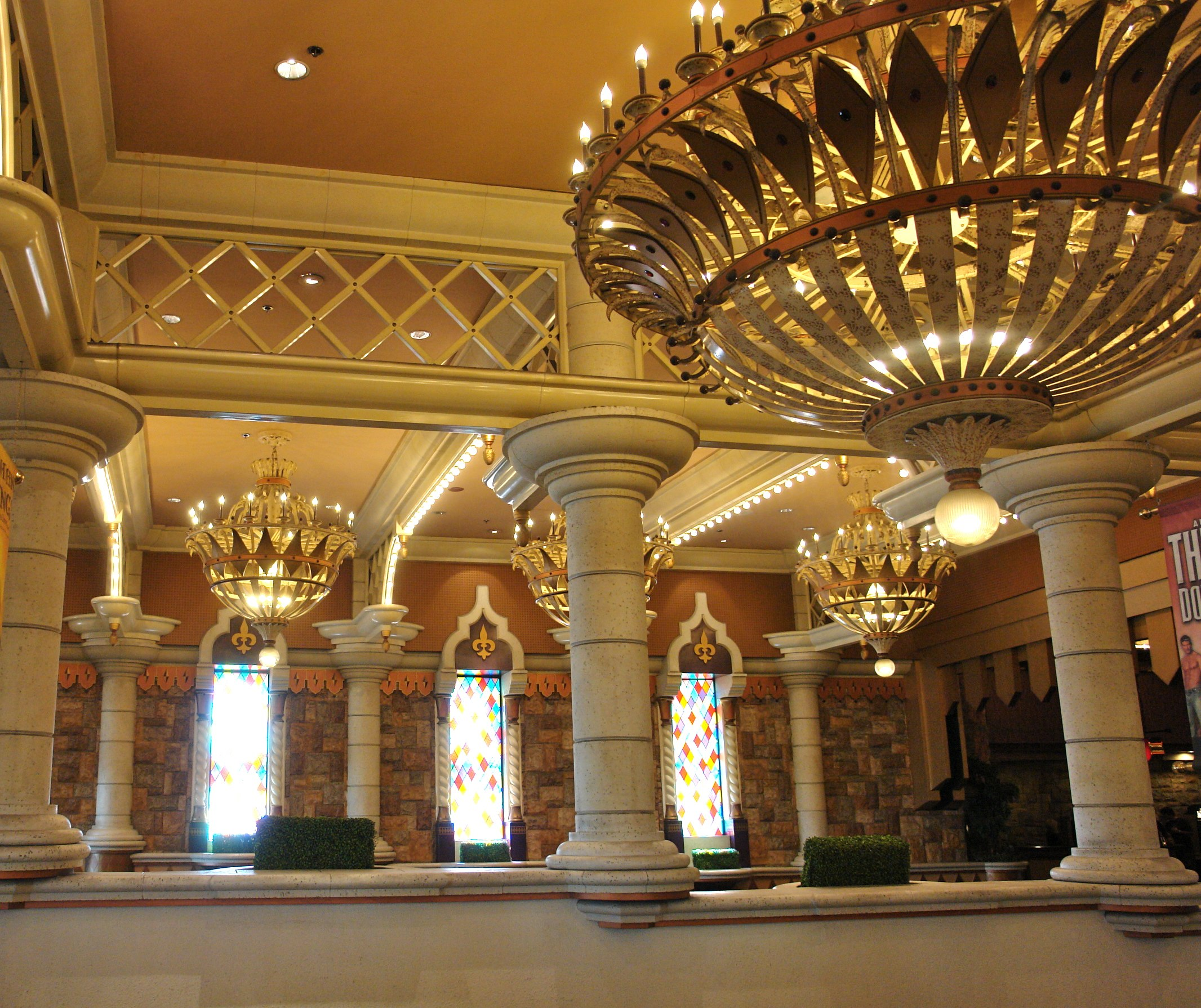
Dekoratív belsőépítészeti alkotások

A középkori kastély témáját a Circus Circus alapítója, William Bennett alkotta meg, míg a tervezést Veldon Simpson végezte. Bennett régi kastélyrajzokat tanulmányozott, és Simpsonnal együtt Angliában és Németországban jártak, hogy ötleteket gyűjtsenek a tervezéshez. Simpson Excalibur-kastélyát különösen a németországi Neuschwanstein kastély inspirálta. Ügyeltek arra, hogy ne másolják a Disneyland vagy Disney World kastélyainak jellegzetes elemeit, ezért szakértőket is bevontak a védjegyjogi kérdések tisztázására. Az Excalibur középkori stílusjegyei közé tartoznak a kőtorony, a várárok és a felvonóhíd.
A belső tereket a Yates-Silverman cég tervezte, amely alapos kutatómunkát végzett kastélyokról könyvtári forrásokból és európai helyszíni látogatásokon, valamint filmstúdiókban szerzett tapasztalatokra is támaszkodva. Michael Erickson, a Yates-Silverman tervezési igazgatója így nyilatkozott: „Azt szerettük volna elérni, hogy a dizájn olyan minőségű legyen, mint amit a filmekben látni. Ha a kor hűséges másolatát készítenénk, a szobák sötétek, nyirkosak és koszosak lennének, ezért inkább egy kis romantikát és színházi látásmódot vittünk a megvalósításba.”

## Leírás
Az Excalibur hotel 3981 szobával rendelkezik, amelyek négy, 28 emeletes toronyban helyezkednek el, négyzet alakú alaprajz szerint. Az üdülőhely eredetileg 4032 szobával nyílt meg, ezzel akkoriban a világ legnagyobb szállodájának számított. Ez a rekord azonban 1993-ban megdőlt, amikor megnyitotta kapuit az Excaliburtól átlósan található MGM Grand. Egy 2006-ban indult felújítási projekt során, amely négy évvel később fejeződött be, a vendégek visszajelzései alapján a szobákból eltávolították a középkori kastély elemeit, helyette egyszerűbb, letisztultabb belső dizájnt kapott az ingatlan.
Az Excalibur kaszinója 8583 m² területű, és a nyitáskor 2630 nyerőgéppel, valamint több mint 100 asztali játékkal várta a látogatókat. 2008-ban tíz hónapra automata pókerasztalokat telepítettek, melyeket a Pokertek gyártott, így felváltva az élő pókerjátékot. Az automata asztalok főként az alacsonyabb téteket kedvelő és a kezdő játékosok számára voltak vonzóak, ezért hamarosan visszatért az élő póker is, amelyet inkább a tapasztaltabb és nagyobb összegeket játszó vendégek részesítenek előnyben.
A megnyitáskor William Bennett az Excaliburt a Las Vegas-i Circus Circus továbbfejlesztett változataként jellemezte, ugyanakkor ugyanolyan családbarát célközönséget megcélozva. A családok számára vonzó attrakciók közé tartozott a játékterem, a középkori témájú fedett vidámpark és a két 48 férőhelyes szimulátoros színház.
Az Excaliburtól délre találhatók az MGM két másik ingatlanai, a Luxor és a Mandalay Bay, amelyeket a Mandalay Bay Tram kötöttpályás vasút köt össze. Ezek közül az Excalibur számít alacsony költségvetésűnek.

### Éttermek
Az Excalibur megnyitásakor összesen 17 étteremmel rendelkezett. 1997-ben bővítették kínálatukat a Camelot Steakhouse-szal, amely később elnyerte a Zagat-díjat. Akkoriban az Excaliburnak volt Las Vegas második legnagyobb büfékínálata, amely több mint 1300 vendég fogadására volt alkalmas. 1998-ban bejelentették együttműködésüket a World Championship Wrestlinggel, és 1999 májusában megnyílt a WCW Nitro Grill, egy birkózás témájú étterem, amely 16 hónapon át működött, profi birkózók rendszeres részvételével.
2007-ben az Excaliburban 1000 m²-es területen nyílt meg a Dick’s Last Resort étterem. A Lynyrd Skynyrd zenekar névhasználati jogát is megvették egy új étterem számára: a Lynyrd Skynyrd BBQ & Beer 2011 decemberében nyílt meg az American Burger Works mellett, amelyeket ugyanaz a cég vezérelt. Mindkét étterem kilenc hónap után pénzügyi nehézségek miatt bezárt.
2011-ben megnyílt az Excalibur Buca di Beppo étterme, majd egy évvel később létrehozták a Castle Walk nevű ételudvart, amely több olyan vendéglátóhelyet hozott a Stripre, amelyek korábban ott nem voltak jelen. Az 1900 m² területű ételudvar a Strip egyik legnagyobbja volt. Mivel az Excalibur kizárólagos Pepsi-megállapodással rendelkezett, itt működött azon kevés McDonald’s-ok egyike, amely Pepsit kínált Coca-Cola helyett. Ez a McDonald’s étterem 2016-ban zárt be.
2014-ben nyitotta meg a Johnny Rockets az American Burger Works korábbi helyén, és még ugyanebben az évben befejeződött a 6 millió dolláros büféfelújítás, amely 610 vendég befogadására alkalmas. A Fatburger pedig 2022-ben nyitotta meg első éttermét a Stripen, az Excaliburban.

## Élő előadások

### Középkori bemutatók
Az Excalibur nyitása óta két középkori témájú műsort mutatott be, mindkettő egy 900 férőhelyes vacsoraszínházban zajlik. A lovagi párbaj mindig is a műsorok egyik legfontosabb eleme volt. Az előadások egy földes arénában folynak, és az étkezés középkori módon, evőeszközök nélkül történik.
Az eredeti produkció, a King Arthur’s Tournament, 45 színésszel és 15 lóval indult. 1999 januárjában, mintegy 5600 előadás után véget ért, majd egy hónappal később megújult formában, Tournament of Kings címmel tért vissza. A megújításra több mint 2 millió dollárt fordítottak, és az arénát is átalakították. Mindkét műsor Pierre Jackson francia származású producer munkája volt, aki a Tournament of Kings indulása előtt hunyt el; azóta fia, Patrick Jackson viszi tovább a produkciót.
A Tournament of Kings látványos pirotechnikai elemekkel és látványos kaszkadőr-jelenetekkel, köztük kardpárbajokkal kápráztatja el a közönséget. 2008-ban a szereplők létszáma elérte a 38 embert és 11 lovat; összesen 30 ló él az előadás miatt egy légkondicionált istállóban a szálloda mögött. 2010-ig ez volt az egyetlen olyan las vegasi show, ahol lovak is szerepeltek. A King Arthur’s Tournamentben már voltak női lovasok, de a Tournament of Kings első női lovasa csak 2014-ben lépett színpadra.
A Tournament of Kings különösen kedvelt a családok körében, és a Strip leghosszabb ideje futó vacsoraszínházi előadása, valamint egyben az egyik legrégebbi show is Las Vegasban. Az Excalibur emellett a világ legnagyobb Cornish csirke vásárlója, a 1990-es nyitás és 2018 között több mint 6,7 millió ilyen csirkét szolgáltak fel a produkció kapcsán.

### Sárkány show
1993-ban a szálloda bemutatott egy háromemeletes animatronikus sárkányt, amely egy előadás részeként egy mechanikus Merlin-szoborral mérte össze erejét. Az előadás a várárok bejáratánál zajlott, és minden este óránként megismétlődött. A tűzokádó sárkányt Alvaro Villa AVG Inc. nevű cége készítette, az elkészítése pedig kilenc hónapot vett igénybe. Korábban egy hatemeletes sárkány ötlete is felmerült. A sárkány és Merlin látványelemeit azonban sokan kevésbé találták meggyőzőnek. 2002-ben és 2003-ban a Las Vegas Review-Journal olvasói ezt a műsort választották a város leggyengébb látványosságának. Az előadás 2003-ban megszűnt, bár a sárkány a mai napig megvan, és elrejtve a felvonóhíd alatt várakozik.

### Egyéb műsorok
A Thunder from Down Under 2002 júliusában nyitotta meg kapuit a szállodában, és azóta is Las Vegas leghosszabb ideje működő férfi revűje. 2011-től a Thunder from Down Under helyszínén az Australian Bee Gees Show is szerepel, amely az eredeti Bee Gees együttes munkásságának állít emléket. Az eredetileg 375 férőhelyes nézőteret 2019-ben felújították, és Thunderland Showroom névre keresztelték, miközben a kapacitás 425 főre bővült. Ugyanebben az évben Hans Klok bűvész is elkezdett fellépni itt, megosztva a teret a Thunder from Down Under és a Bee Gees műsorokkal. A Covid19-járvány idején, 2020-ban Klok elhagyta a helyszínt, mert úgy vélte, hogy a korlátozások gátolják a bevételszerzést. 2021-ben Mac King vette át a helyét, humoros bűvészműsorával.
A szállodában korábban más előadások is helyet kaptak, például a Royal Lipizzaner Stallions, egy Lipicai lovakból álló csapat, amely különféle bemutatókat tartott a 1990-es években. 2001-ben a Catch a Rising Star komédiaklub-lánc hozott létre itt egy helyszínt, amely majdnem három évig működött, a vendégek igényei alapján. Louie Anderson szintén rendszeresen fellépett a szálloda műsortermében 2006-tól 2010-ig.
2019 márciusában mutatták be a Fuerza Bruta című akrobatikus műsort, amelyet egy 350 négyzetméteres felállított sátorban tartottak, kizárólag állóhelyekkel, és maximum 950 nézőt tudott befogadni. Bár a show hat hónapra volt tervezve, a gyenge jegyeladások miatt – átlagosan mindössze 50 nézővel előadásonként – már egy hónap után véget ért.

## A populáris kultúrában
- 2003-ban és 2004-ben az Excaliburt a Fear Factor című televíziós műsor egyik forgatási helyszíneként használták fel.[108][109]
- A 2004-es Grand Theft Auto: San Andreas videójátékban olyan fiktív üdülőhelyek szerepelnek, amelyek a Strip mentén található üdülőhelyeken alapulnak, köztük egy kastélytémájú ingatlan, a Come-A-Lot, amely az Excalibur mintájára készült.[110]

## Galéria

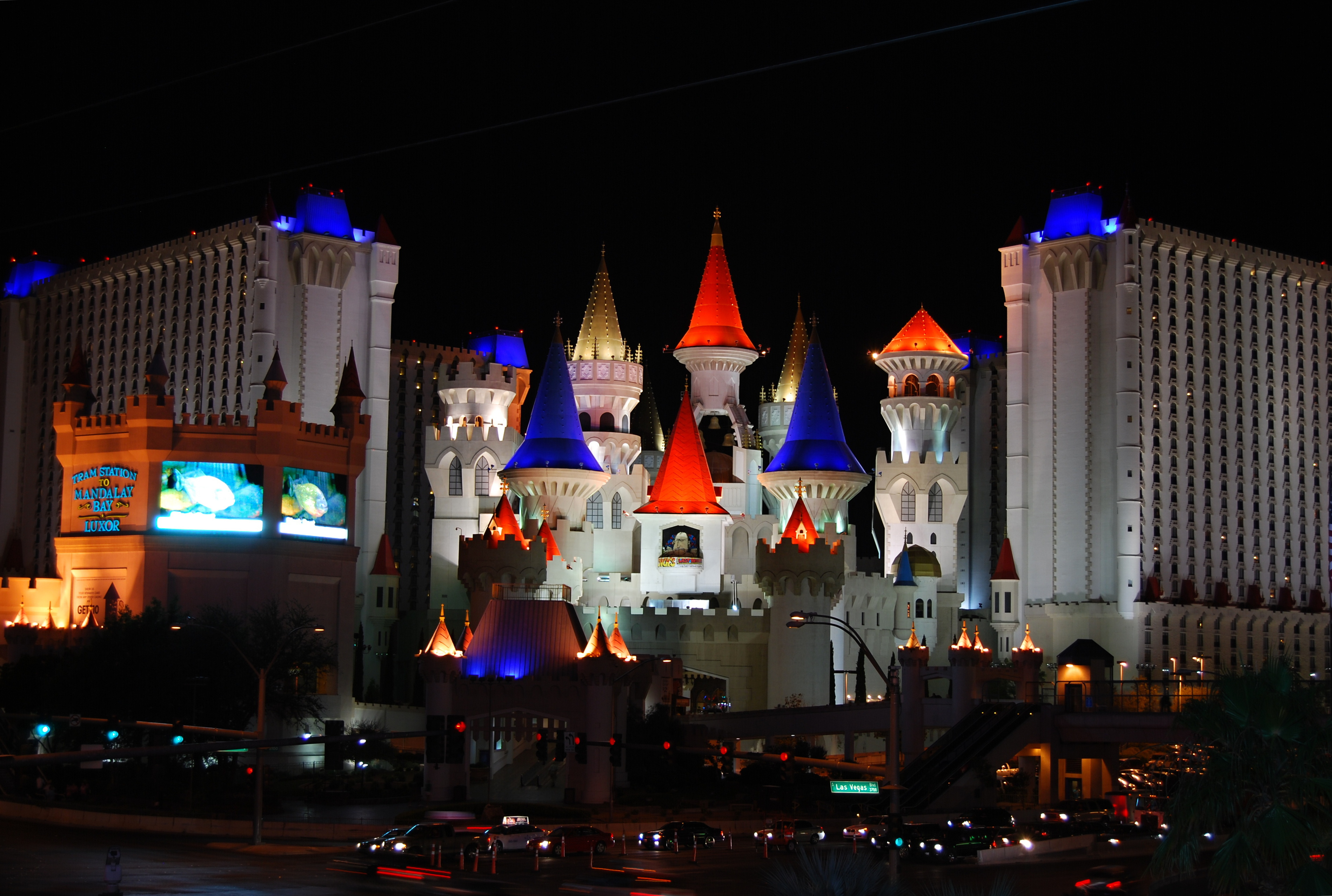
Az Excalibur főbejárata
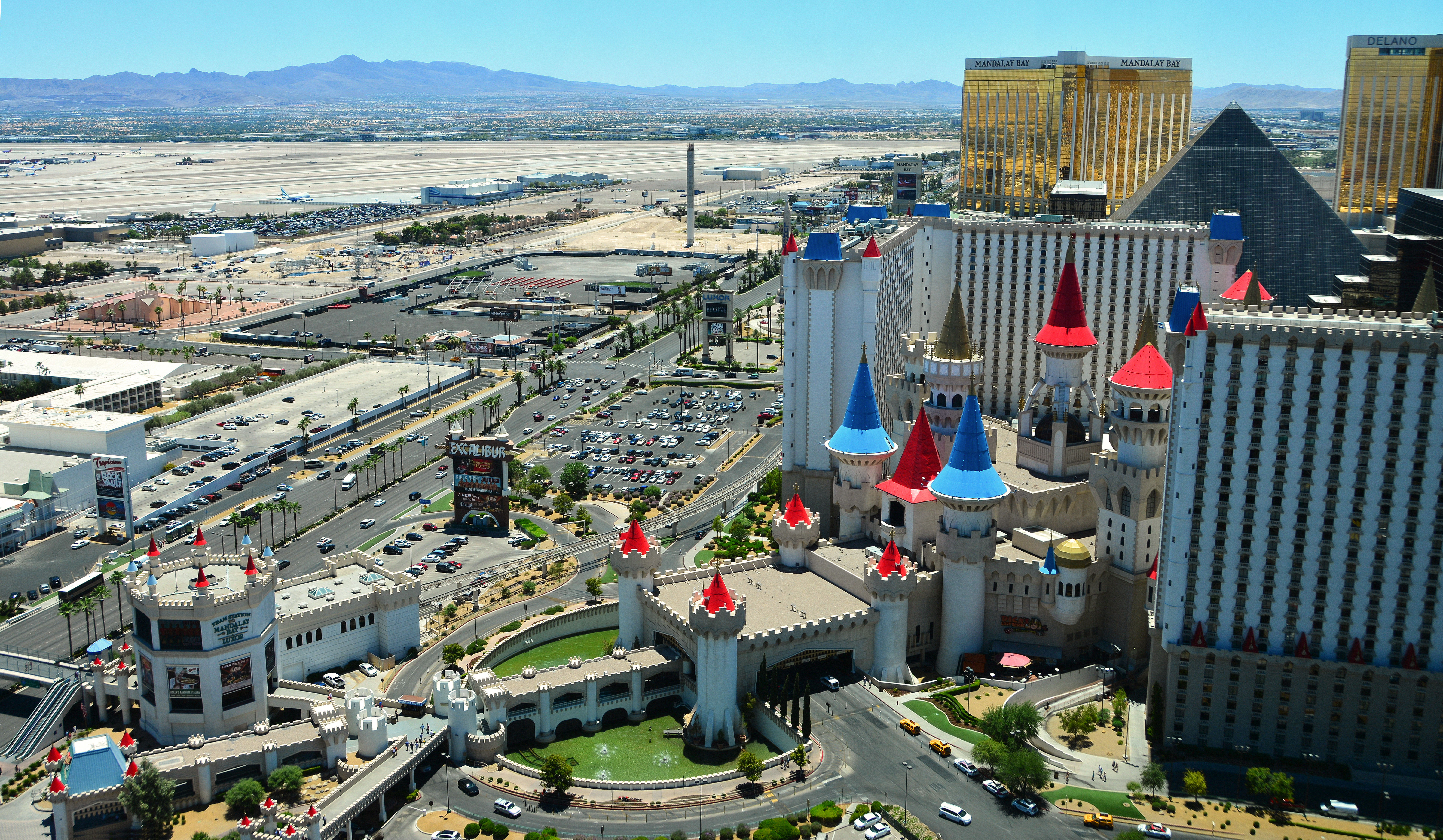
A főbejárat a New York-New York szálloda felől nézve
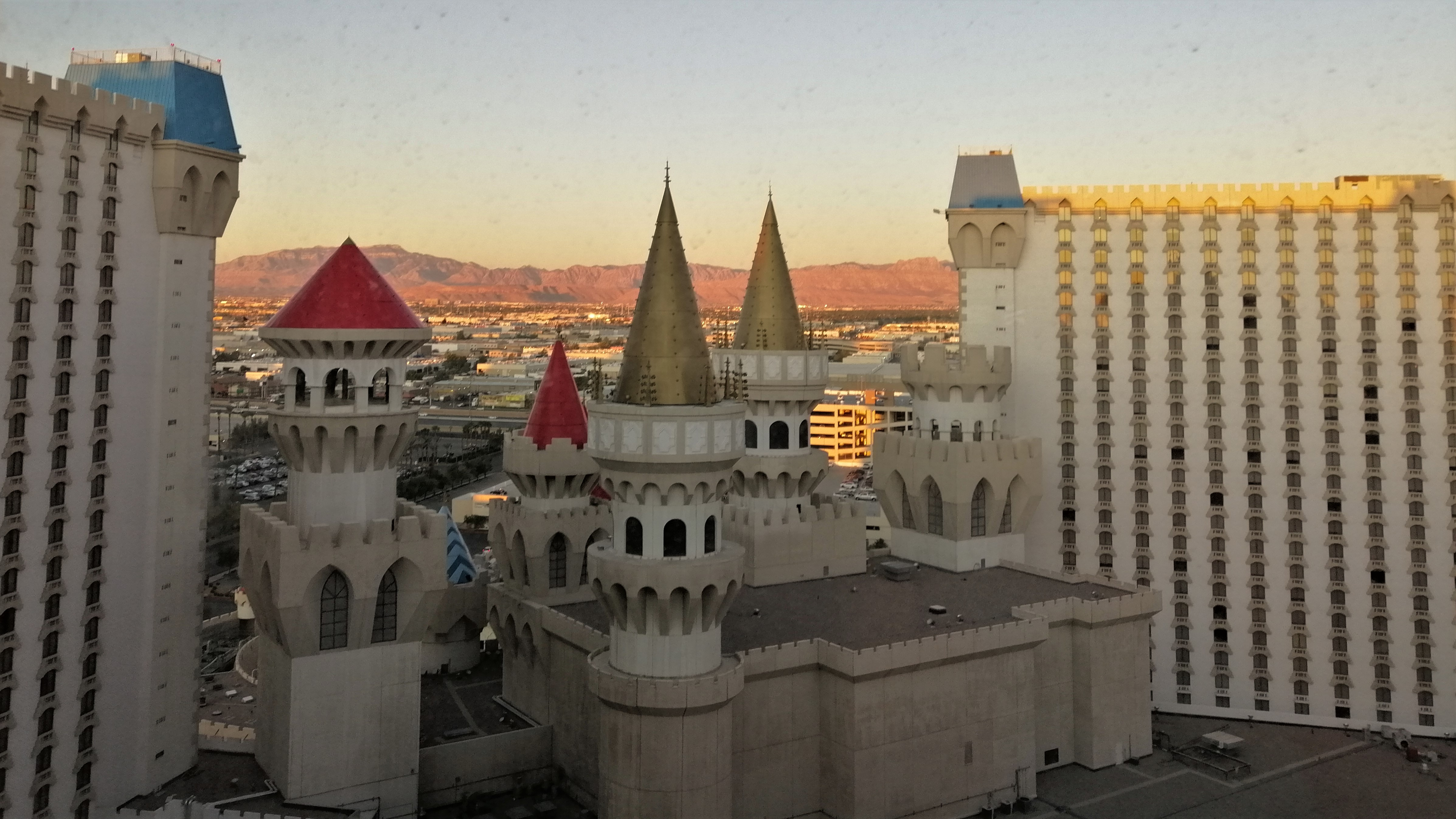
Kilátás egy szállodai szobából, délnyugati irányba
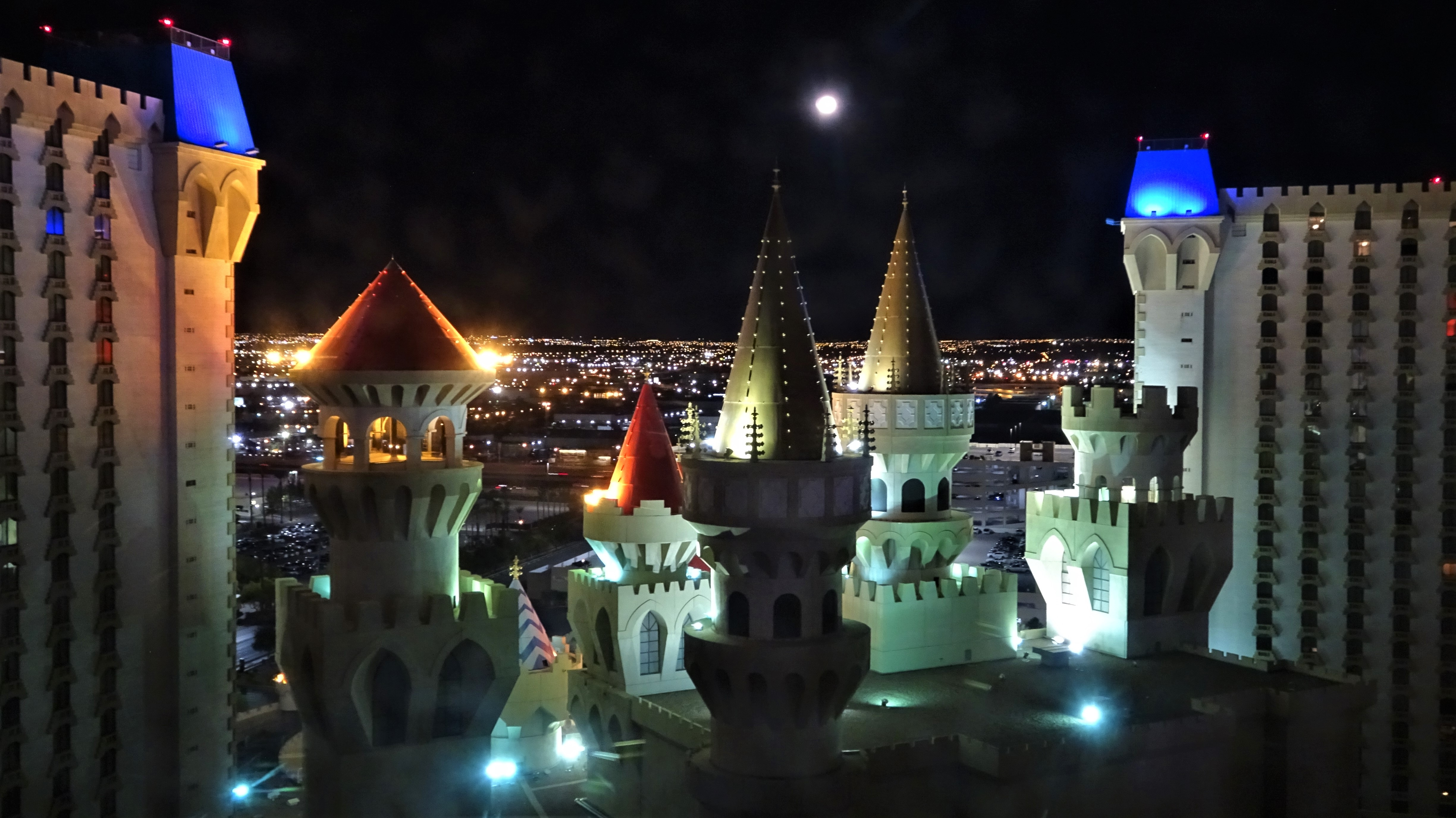
Ugyanaz a kilátás éjszaka
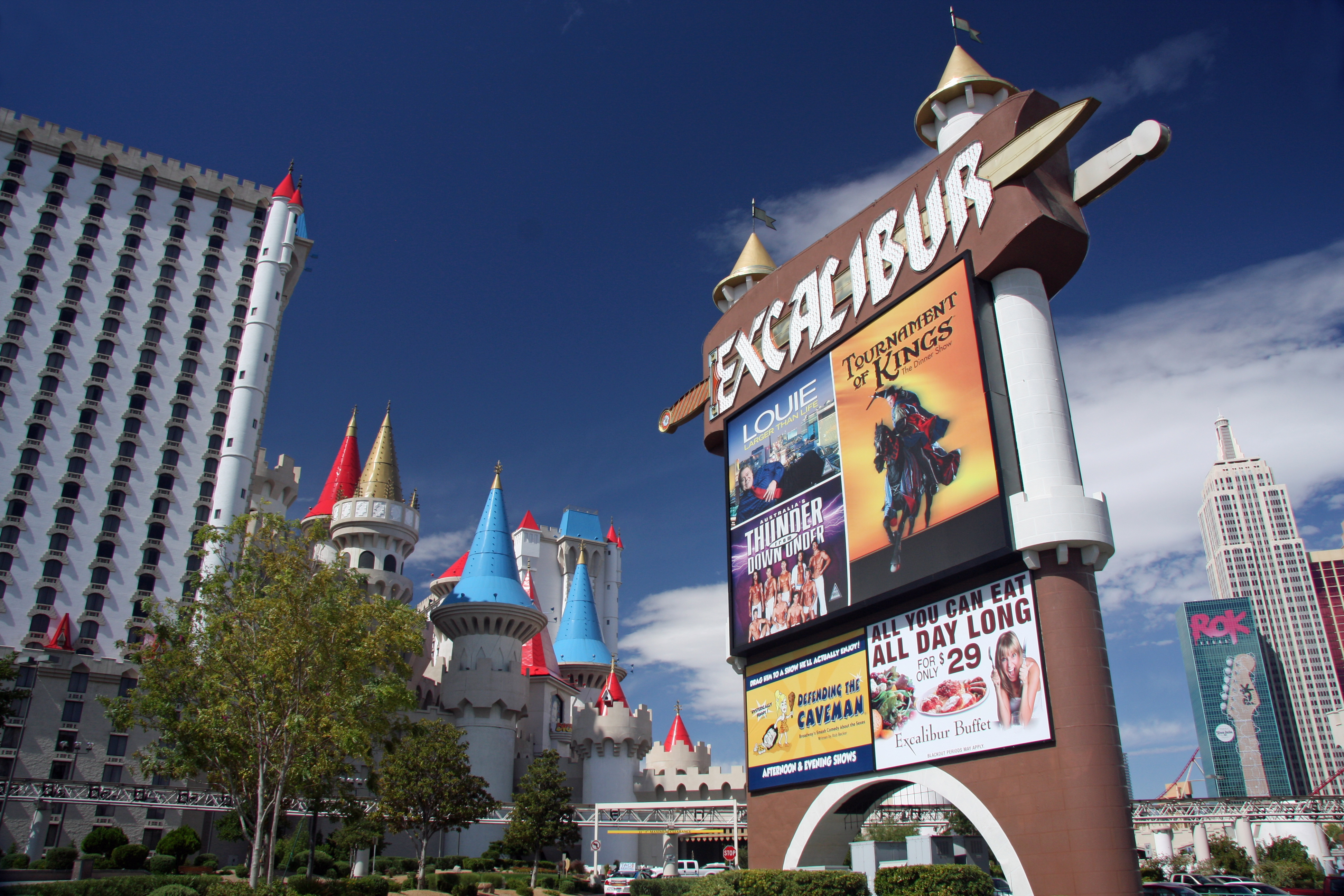
Útszéli hirdetőtábla a Strip mentén

## Fordítás
- Ez a szócikk részben vagy egészben  az   Excalibur Hotel and Casino című angol Wikipédia-szócikk fordításán alapul.  Az eredeti cikk szerkesztőit annak laptörténete sorolja fel. Ez a jelzés csupán a megfogalmazás eredetét és a szerzői jogokat jelzi, nem szolgál a cikkben szereplő információk forrásmegjelöléseként.